# 鲁布桑策伦·曾德
鲁布桑策伦·曾德（羅馬化：Luvsantserengiin Tsend，1920年—1986年），出生于今蒙古国色楞格省沙玛尔县，蒙古族，蒙古人民共和国政治人物，曾任蒙古人民革命党中央委员会第二书记。

## 生平
1959年3月27日起，蒙古人民革命党中央委员会全会召开。在此次全会上，曾德被选举为蒙古人民革命党中央委员会第二书记，接替达希·丹巴，全会同时任命达拉姆·图木尔奥其尔为政治局委员。
1962年，蒙古人民革命党中央委员会第一书记尤睦佳·泽登巴尔得知，第二书记曾德想趁泽登巴尔在苏联养病期间，联合达拉姆·图木尔奥其尔将泽登巴尔搞下台。泽登巴尔获得苏联的支持，当即返回蒙古，于1962年9月召开蒙古人民革命党中央委员会全会，采用突然袭击的手段解除了图木尔奥其尔的党内外一切职务，其罪名为“怀疑党的马列主义性质”、“怀疑蒙苏友谊”。由于曾德此前曾有“怀疑蒙苏友谊和经互会对蒙是否有好处”等触犯苏联的言论，泽登巴尔在赫鲁晓夫的支持下，于1963年12月召开的蒙古人民革命党十四届五中全会上，以反对苏联的罪名解除了曾德的蒙古人民革命党中央委员会第二书记、政治局委员职务。